# Clanwilliam (Południowa Afryka)
Clanwilliam - miasto w Republice Południowej Afryki, położone w Prowincji Przylądkowej Zachodniej, w dystrykcie West Coast, w gminie Cederberg której jest siedzibą administracyjną.
Clanwilliam położone jest nad rzeką Olifants.